# Valentino Valli
Valentino Valli (Ravenna, 1º dicembre 1929 – Ravenna, 16 febbraio 2022) è stato un calciatore italiano, di ruolo attaccante.

## Carriera
Attaccante dotato di buone capacità a livello tecnico ma con poca propensione all'agonismo, cresce nell'Edera Ravenna, con cui debutta in serie C.
Passa quindi alla SPAL, in Serie B, e poi al Como, con cui esordisce in Serie A (18 presenze e 12 reti nella stagione 1949-50).
Viene quindi ceduto al Legnano in Serie B (10 presenze), quindi passa in prestito al Chinotto Neri Roma in Serie C dove realizza 12 reti in 23 partite.
Rientrato al Legnano, viene ceduto al Piombino, con cui disputa due campionati cadetti: nel secondo di essi (stagione 1953-54) riesce ad imporsi come titolare, collezionando 31 presenze e 21 reti, che però non bastano per evitare ai toscani l'ultimo posto finale con conseguente retrocessione. Proprio nella città toscana conosce la sua Mariella, che diverrà sua moglie e dalla quale avrà tre figlie.
Nell'estate 1954 viene acquistato dal Milan. Durante la prima stagione (1954-55), conclusasi con la vittoria dello scudetto da parte dei rossoneri, Valli colleziona 19 presenze da titolare e 12 reti nel campionato.
L'anno successivo le occasioni di mettersi in luce aumentano anche perché il Milan in quell'annata oltre al campionato disputa la prima edizione della neonata Coppa dei Campioni. Proprio in questo torneo Valli realizza probabilmente la prestazione più rilevante della sua carriera, segnando una doppietta nel ritorno del primo turno in casa del Saarbrücken, nel 4-1 con cui i rossoneri ribaltano il 3-4 subito all'andata a San Siro.Viene tutt'oggi infatti ricordato come il primo giocatore del Milan ad aver segnato una doppietta in Champions League fuori casa. In campionato, Valli totalizza il non disprezzabile numero di 4 reti in soli 11 incontri disputati.
Viene in seguito mandato in prestito all'Atalanta nella speranza possa esplodere definitivamente, ma le attese vanno deluse. Limiti caratteriali ne frenano infatti l'attività agonistica, tanto che fra i bergamaschi totalizza solo 13 presenze nella stagione 1956-57.
Il Milan pertanto lo "scarica" e negli anni successivi milita in Serie C, dove termina la carriera in squadre della capitale (Fedit e Tevere Roma).

## Palmarès

### Club

#### Competizioni nazionali
- Campionato italiano: 1

Milan: 1954-1955